# 椀貸伝説

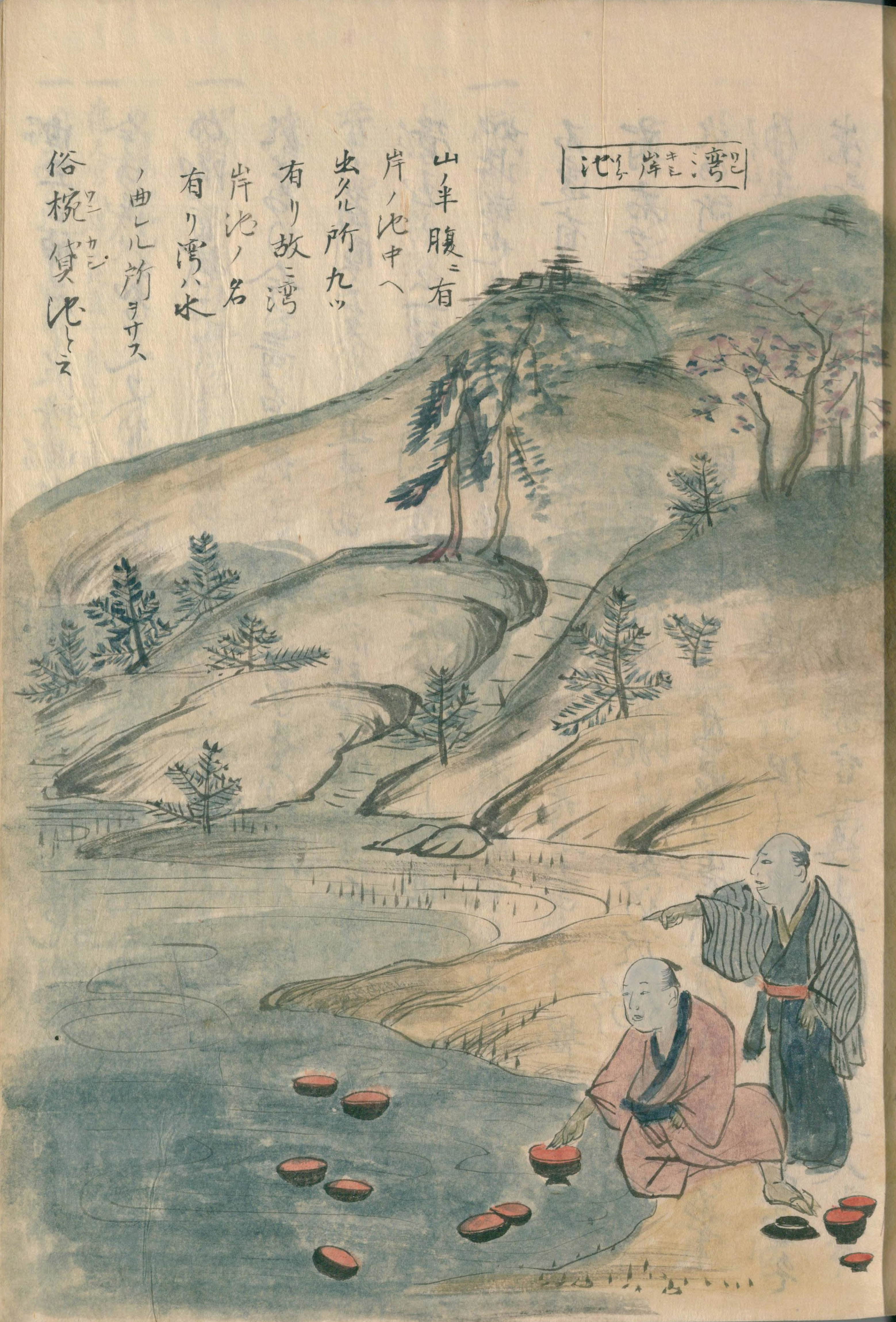
遠江国佐野郡富部村の椀貸伝説を描いた江戸時代の彩色画（「湾岸池」藤長庚編集『遠江古蹟圖會』1803年。国立国会図書館蔵）

椀貸伝説（わんかしでんせつ）とは、民話・伝承の類型の一つで、塚や淵、大岩、山陰の洞穴などから膳や椀を借りる話を主題とした言い伝えの総称である。

## 椀貸伝説の例
金屋という場所に大きな岩があり、その岩の側で「膳椀を何人分貸してくれ」と叫ぶと、翌朝には希望した数の膳と椀が用意されていた。ある時、不心得者が借りた椀の数をごまかして返したところ、2度と貸してもらえなくなった。—鳥取県 八頭郡の伝承、『昔話伝説小事典』みずうみ書房 1987年、p.273

## 概要
近世以前の日本では、家に家族に必要な数以上の食器を持たなかったため、婚礼など人数が集まる催しの際に余所から膳や椀を借りるという状況はしばしば発生した。
椀貸伝説は奥羽から九州まで日本の広い範囲に伝搬しているが、特に中部地方や北関東の山沿いなどに多く伝わっている。概ね上記の例と同じ筋書きだが小異は多く、貸してくれる相手は童子や河童、龍、女神、お地蔵様や、上記の事例のように正体不明であったり様々である。
貸してくれる場所は淵や滝、岩や山陰の洞穴、隠れ里に直接取りに行く場合もあり、やはり様々である。比較すると水に因む場所が多く、水神少童譚や水神信仰との関連が考えられる伝説も多い。物語には既に膳椀を貸してもらえる関係ができている場合や、椀が川の上流から流れてくるなどして異界や隠れ里を発見する場合もある。千葉県印旛郡栄町の龍角寺岩屋古墳や、同県同郡酒々井町のカンカンムロ横穴群など、古墳の横穴式石室や横穴墓が伝説地となっている事例もある。なお酒々井町（カンカンムロ）の事例では、最初に碗貸しを祈願する相手は弁財天だが、実際に碗や膳を貸してくる横穴墓の中にいる存在は正体不明である。
この伝説には、不心得者が返さなかったとされる椀や、反故にした証文などが残っている家や地域がある。それらの品々の中には木地師との関係をうかがわせるものがあり、木地師との交易の際に聞いた口上が伝説になったという見方がある。また、膳椀を村の共有財産としている地域では、借りたものを盗むな、壊すなという戒めを含んだ説話であるという見方もある。

## 「沈黙交易」説を巡って
椀貸伝説が異族との無言貿易を表したものだという説には民俗学者の中で賛否がある。
1917年（大正6年）に人類学者の鳥居龍蔵が『人類学雑誌』において、椀貸伝説を当事者が接触せず言葉を交わさずに交易を行う「沈黙交易（Silent tradeの訳語」であると指摘した。これに対して1918年（大正7年）には柳田国男が『東京日日新聞』に「隠れ里」を発表し、椀貸伝説は貸借関係に過ぎず、さらに相手は神であることから信仰現象であるとし、竜宮伝説や隠れ里伝説など「異郷観念」の表現形態であると論じた。
戦後には1954年（昭和29年）に北見俊夫が日本全国の椀貸伝説の事例を集成しつつ、これを「沈黙交易」とすることを否定している。一方で、1979年には栗本慎一郎が『経済人類学』において椀貸伝説は「沈黙交易」であり、交易の原始的形態であるとしている。
「沈黙交易」を「交易の原初的形態」と見る点に関しては、同年に岡正雄が『異人その他』において「沈黙交易」は交易の原始的形態ではなく交換の特殊型に過ぎず、客人歓待を前提とした「好意的贈答」の習慣であるとした。

## 世界の椀貸伝説
フランスには塚に頼んで鍋を借りる話がある。

## 参考図書
- 神野, 清「印波国造の奥津城」『龍女建立-龍角寺古墳群と龍角寺-』千葉県立房総のむら、2009年。 NCID BB00830428。